# Stefan (valgt pave)
 For alternative betydninger, se Stefan (flertydig). (Se også artikler, som begynder med Stefan)
Stefan (død 26. marts 752) var en romersk præst, der blev valgt til pave i d. 23. marts 752 for at efterfølge Pave Zacharias. Han døde af et slagtilfælde d. 26. marts, inden han nåede at blive ordineret biskop. I 745 havde Zacharias gjort ham til kardinalpresbyter med titlen af San Crisogono. Det er den samme titel som kardinal Frederick af Lorraine modtog, der senere blev udnævnt til Pave Stefan 9.
Fordi Stefan døde så hurtigt tælles han ikke med i den officielle paverække, men blev tilføjet under navnet Stefan 2. i 1400-tallet, men er ikke listet i Liber Pontificalis.